# Pachycalamus brevis
Pachycalamus brevis — вид амфісбенових плазунів родини Trogonophidae. Ендемік Сомалі. Це єдиний представник монотипового роду Pachycalamus.

## Поширення і екологія
Pachycalamus brevis є ендеміками острова Сокотра. Вони живуть у глибокому ґрунті у лісових долинах, в чагарникових заростях і ваді. Зустрічаються на висоті від 20 до 700 м над рівнем моря.